# Sant Jaume de Gramuntill

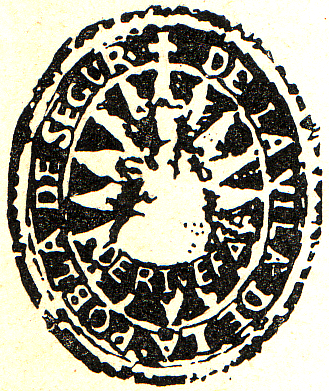
Antic segell municipal.

Sant Jaume de la Pobla de Segur és una antiga església romànica de la vila de la Pobla de Segur, a la comarca del Pallars Jussà. Només se'n conserven les ruïnes. Està situada prop, al nord-oest, de la Borda del Ros, al nord-est de la Pobla de Segur.
La Borda del Ros, la Barraqueta i Gramuntill havien constituït ajuntament propi, amb el nom de Gramuntill, entre 1812 i 1847.